# Provincia Teheran
Provincia Teheran (în persană: تهران) este una din cele 30 de provincii ale Iranului. Ea se întinde pe o suprafață de 18.909 km² și este situată la nord de Platoul central iranian.